# Sprzężenie zwrotne ujemne
Sprzężenie zwrotne ujemne – z cybernetycznego punktu widzenia stanowi fundamentalny mechanizm samoregulacyjny, zachodzi, gdy informacja o rozbieżności pomiędzy wartością faktyczną i referencyjną parametru układu wykorzystywana jest do zniwelowania tej różnicy. Ogólny wysoki poziom ujemnego sprzężenia zwrotnego sprzyja stabilności układu.
Rozważając zadanie utrzymania wartości określonego parametru na zadanym poziomie, zachodzi ono wtedy, gdy jakiekolwiek zaburzenia powodujące odchylenie wartości parametru od wartości referencyjnej, w którąkolwiek stronę, indukują działania prowadzące do zmiany wartości tego parametru w stronę przeciwną (stąd nazwa „ujemne”), a więc do niwelacji (kompensacji) efektu tego odchylenia.

Schematyczne przedstawienie równowagi trwałej

Mówiąc obrazowo: wartość parametru sprzężonego ujemnie zachowuje się jak niewielka kulka na dnie półkulistego zagłębienia; każde wytrącenie jej z równowagi powoduje powtórne staczanie się w kierunku najniższego punktu, pośrodku zagłębienia. W przypadku sprzężenia zwrotnego ujemnego wartość parametru oscyluje więc wokół wartości referencyjnej. Jest to więc model równowagi trwałej.
Sprzężenia zwrotne ujemne występują powszechnie w organizmach żywych i urządzeniach technicznych, jako mechanizmy samoregulacji. W szczególności sprzężenie zwrotne jest niezbędnym elementem układu regulacji.